# Лёгкие крейсера типа «Атланта»
Лёгкие крейсера типа «Атланта» — тип лёгких крейсеров флота США времён Второй мировой войны. Всего построено 11 кораблей разделённых на три группы: «Атланта» (CL-51 Atlanta), «Джюно» (CL-52 Juneau), «Сан-Диего» (CL-53 San Diego), «Сан-Хуан» (CL-54 San Juan), «Окленд» (CL-95 Oakland), «Рино» (CL-96 Reno), «Флинт» (CL-97 Flint), «Тусон» (CL-98 Tucson), «Джюно II» (CL-119 Juneau II), «Спокан» (CL-120 Spokane), «Фресно» (CL-121 Fresno). Являлись американским ответом на ограничения Второго Лондонского договора 1936 года.

## История создания

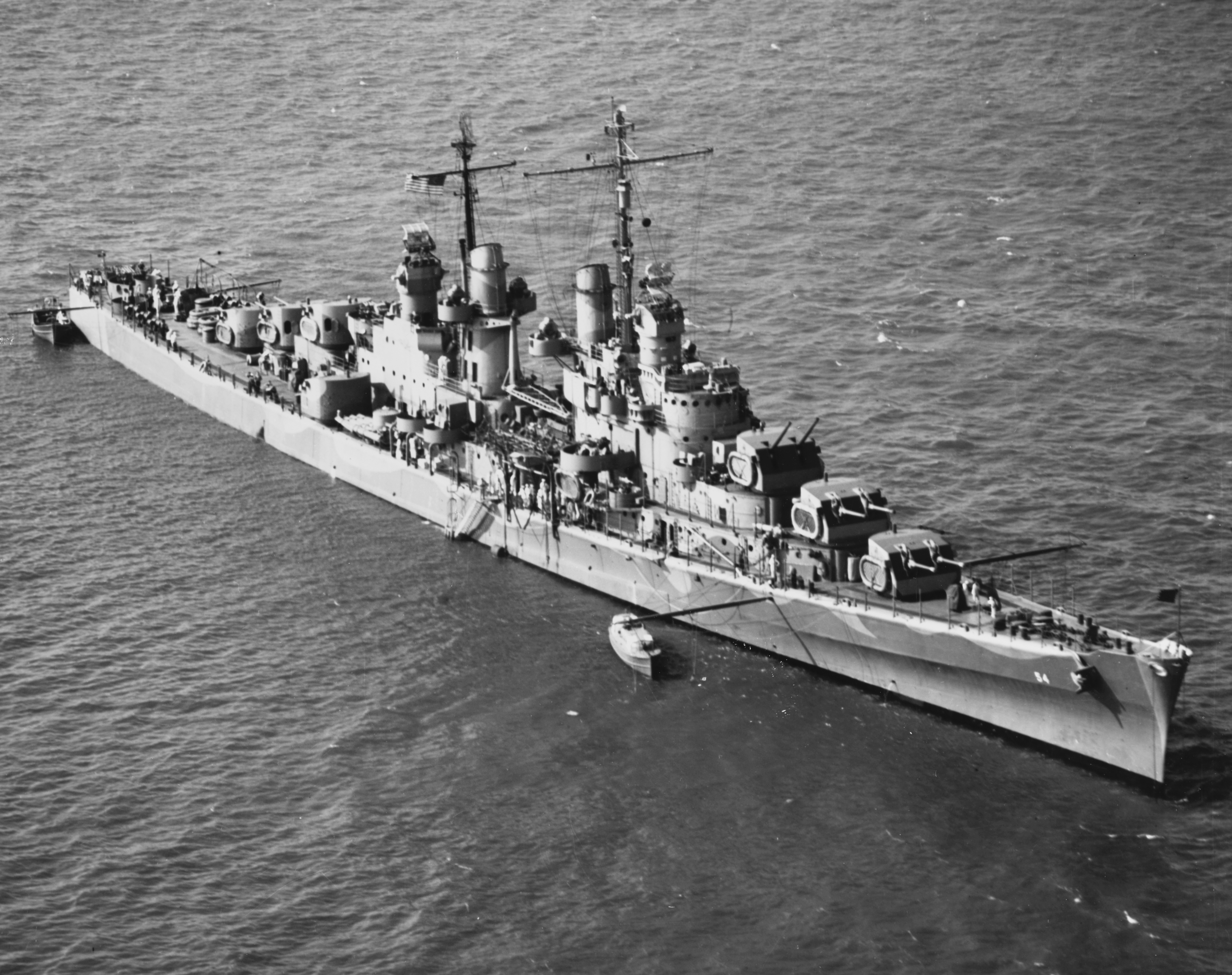
Лёгкий крейсер «Сан-Хуан»

Второй Лондонский договор ограничил водоизмещение крейсеров 8000 тонн, а калибр орудий 6". Первоначально в США собирались создать крейсер в рамках этих ограничений (8000 т и с 152-мм артиллерией).
При проектировании концу 1937 года стало ясно, что при водоизмещении 8000 тонн не удастся удовлетворить требования к новому крейсеру вооружённому 152-мм артиллерией, поэтому было решено прекратить проектирование крейсеров с 6" орудиями. Все усилия проектировщиков были направлены на крейсер с 127-мм артиллерией. Чертеж корпуса напоминал «Бруклин». Эти корабли в общем не планировались, как крейсера ПВО, они предназначались для борьбы с японскими эсминцами. Наличие всего 2 ПУАЗО также не позволяло вести эффективный огонь по большому числу воздушных целей. Это был аналог малых крейсеров типа «Капитани Романи» или типа «Аретьюза». Решение было ошибочным: ВМС США не страдали от недостатка 127-мм/38 универсальных зениток (аналогичными орудиями вооружались сотни эсминцев), а вот более дальнобойной артиллерии не хватало. Помимо слабости вооружения, «Атланта» страдала от низкой защищенности — сказались малые размеры и слишком локальное бронирование.

## Конструкция
Стандартное водоизмещение крейсеров 1-й серии составило 6593 дл. тонн, полное — 8340 (проектное — 6000 и 8100 дл. тонн соответственно). Нормальное проектное водоизмещение составляло 7400 дл. тонн.
Стандартное водоизмещение крейсеров 3-й серии составило 6706 дл. тонн, полное — 8676 (проектное — 6500 и 8450 дл. тонн соответственно).
На 1-й и 2-й сериях диаметр циркуляции на ходу 30 узлов составил 870 ярдов, на 3-й серии 675.

### Энергетическая установка
Энергетическая установка общей мощностью 75 000 л. с., котлы с параметрами пара (давление — 45,85 кг/см² (665 psi), температура — 454,4°С (850 °F)), должна была обеспечить ход 32,5 узла. Силовая установка — эшелонного типа, двухвинтовая. Пар для двух турбин вырабатывали четыре паровых котла.
Контактная скорость составляла 32,5 узла при водоизмещении 7400 дл. тонн.
«Атланта» на испытаниях развила ход 33,67 узла при мощности 78 985 л. с. и водоизмещении 7404 тонны (нормальном). На испытаниях Juneau развил ход 32,48 узла (60 км/ч) при мощности 78 749 л. с. и водоизмещении 7415 тонн. При полном водоизмещении (8450 дл. тонн) Juneau развил ход 31,65 узла (58,6 км/ч) при мощности 78 058 л. с.
Полный запас топлива составлял 1445 дл. тонн мазута и 83 соляры, нормальный — 943 дл. тонн и 46. Реальная дальность составила 7530 миль на ходу 15 узлов и 5630 на ходу 20 узлов.
На 1-й и 2-й сериях стояли четыре турбогенератора мощностью по 400 кВт и дизель-генератор мощностью 250 кВт. На 3-ю серию установили четыре турбогенератора мощностью по 400 кВт и два дизель-генератора, которые имели мощность по 250 кВт. Скорость всех крейсеров во время службы не превышала 31 узел.

### Бронирование
Броневой пояс толщиной 95 мм прикрывал машинные отделения (около 1/5 длины ватерлинии). Палуба над машинным отделением имела толщину 32 мм. Двойное дно поднималось вверх и стыковалось с ней, 95 мм поперечные траверзы замыкали пояс. Башни и рабочие отделения защищались 25…32 мм броней. Броневой пояс был включен в конструкцию корпуса и не имел под собой обшивки. Два узких участка усиленной до 28 мм обшивки в носу и корме прикрывали погреба. Боевая рубка имела защиту из 65 мм брони. В целом вес брони составлял 585,5 тонн или 8,9 % стандартного водоизмещения.

### Вооружение
Это был американский вариант малого крейсера-лидера эсминцев. Бюро вооружений не смогло разработать до 1944 года, ни надежное универсальное 135-мм орудие, ни надежное универсальное 127-мм/54 орудие, ни надежное универсальное 152-мм/47 орудие, а поэтому американцам пришлось обходиться тем, что имели, то есть 127-мм/38. Хотя 127-мм/54 орудие не успели довести до конца войны, работы по нему не пропали даром. Оно стало основой для послевоенных французского и американского универсальных орудий.

## Служба

### 1-я группа
«Атланта» — заложен 22 апреля 1940 г., спущен 6 сентября 1941 г., вошёл в строй 24 декабря 1941 г.
«Джюно» — заложен 27 мая 1940 г., спущен 25 октября 1941 г., вошёл в строй 14 февраля 1942 г.
«Сан-Диего» — заложен 27 марта 1940 г., спущен 26 июля 1941 г., вошёл в строй 10 января 1942 г.
«Сан-Хуан» — заложен 15 мая 1940 г., спущен 6 сентября 1941 г., вошёл в строй 28 февраля 1942 г.

### 2-я группа
«Окленд» — заложен 13 июля 1941 г., спущен 23 октября 1942 г., вошёл в строй 17 июля 1943 г.
«Рино» — заложен 1 августа 1941 г., спущен 23 декабря 1942 г., вошёл в строй 28 декабря 1943 г.
«Флинт» — заложен 23 октября 1942 г., спущен 25 января 1944 г., вошёл в строй 31 августа 1944 г.
«Тусон» — заложен 23 декабря 1942 г., спущен 3 сентября 1944 г., вошёл в строй 3 февраля 1945 г.

### 3-я группа
«Джюно II» — заложен 15 сентября 1944 г., спущен 15 июля 1945 г., вошёл в строй 15 февраля 1946 г.
«Спокан» — заложен 15 ноября 1944 г., спущен 22 сентября 1945 г., вошёл в строй 17 мая 1946 г.
«Фресно» — заложен 12 февраля 1945 г., спущен 5 марта 1946 , г. вошёл в строй 27 ноября 1946 г.

## Оценка проекта
В целом проект получился не слишком удачным — как крейсерам «Атлантам» не хватало огневой мощи и бронирования (во всяком случае, он оказался слабее своего английского лондонского аналога — «Колоний»), как кораблям ПВО — систем управления зенитным огнём.
Для взаимодействия с эсминцами, начиная с типа «Флетчер», необходима была максимальная скорость не ниже 34 узлов, для чего была необходима мощность не ниже 85 000 л. с.. И дело тут не в крейсерах: в любом другом флоте «Атланты» были бы на своём месте, но американские эсминцы типов «Флетчер» и «Гиринг» были слишком хороши и не нуждались в таких помощниках. Первые две серии не очень годились для защиты соединений с воздуха, только 3-я серия этих крейсеров, имевшая шесть зенитных директоров, превратились в полноценные крейсера ПВО, но в строй она вошла уже после войны.